# Ming Gherardi Van Eijken
 (janvier 2025).
Ming Gherardi Van Eijken est une gymnaste artistique française, née le 3 avril 2008 à Hong Kong. Elle est spécialiste au saut et au sol où elle de nombreuses fois médaillées au championnat de France Elite mais aussi à l'international.

## Biographie

### Débuts
Née à Hong Kong, Ming Gherardi y démarre la baby gym à tout juste 1 an. Arrivée en France en 2011, elle poursuit sa découverte de la discipline au club de Viriat, avant d'ensuite rejoindre à ses 5 ans, le club de Gym Dans’ Francheville plus proche de chez elle.
En 2017, alors qu'elle participe au Massilia à Marseille, elle est repérée par Marie-Angéline Colson, alors entraineur du pôle de Saint-Etienne. Ming rejoint alors le centre d'abord au pré-pôle où elle découvre le haut-niveau avec Eleonora Ratti, elle prorgresse grâce à elle aux barres. En septembre 2020, elle fait son entrée au pôle de Saint-Etienne.
Ming Gherardi obtient ensuite sa première sélection en équipe de France espoir à l'occasion d'un tournoi U13 en 2021.

### Junior
Alors encore junior, Ming Gherardi Van Eijken participe aux Championnats d'Europe 2022 à Munich, terminant médaillée d'argent au saut de cheval. 
Elle est médaillée de bronze au saut de cheval aux championnats de France Elite  face aux séniors tandis qu'elle est en première année junior.
Ming Gherardi Van Eijken est aussi médaillée de bronze au saut de cheval aux Championnats du monde juniors 2023 à Antalya. Elle devient alors la première junior tricolore médaillée mondiale. Elle achève ses années junior avec une sélection en équipe de France pour le tournoi de Combs la Ville. Elle y remporte le bronze par équipe (avec Maelys Mrozkowiak et Raphaëlle Letort Aubin) ainsi que l'or au saut de cheval.

### Sénior
Pour sa première année sénior, elle participe à la Jesolo Cup, où elle s'offre l'or au saut de cheval. Au Championnat de France Elite, elle remporte la médaille d'or au saut de cheval.
Aux Championnats d'Europe de gymnastique artistique féminine 2024 à Rimini, l'équipe de France composée de Coline Devillard, Marine Boyer, Morgane Osyssek-Reimer, Ming Gherardi Van Eijken et Lorette Charpy remporte la médaille de bronze par équipes. Ming Gherardi Van Eijken est également lors de ces championnats médaillée de bronze au saut de cheval et huitième de la finale au sol.
Ming Gherardi Van Eijken fait partie de la sélection française pour les Jeux olympiques de 2024 à Paris. Elle fait équipe avec Mélanie de Jesus dos Santos, Marine Boyer, Coline Devillard et Morgane Osyssek-Reimer.
Sur l'année 2025, elle augmentent ces niveaux de difficultés au sol et au barres. Et Ming arrête de s'entrainer à la poutre pour limiter ses risques de périostites aux tibias. La gymnaste a notamment pour ambition lointaine de rejoindre le tournoi universitaire américain : NCAA. Ces progrès lui permettent de remporter 3 médailles d'or (sol, saut et barres) aux Championnats de France Elite 2025 à Agen.
En mai 2025, Ming Gherardi est sélectionné en équipe de France pour les Championnats d'Europe de gymnastique artistique 2025 à Leipzig avec Lorette Charpy, Morgane Osyssek-Reimer, Djenna Laroui et Romane Hamelin. L'équipe remporte à nouveau la médaille de bronze par équipes. Elle est aussi qualifiée pour les finales au sol et saut. Elle termine dans les 2 cas 7è à cause de chutes. Elle est cependant remarquée lors de son passage au sol après avoir présenté un full full.

## Palmarès

### Jeux Olympique
- Paris 2024
  - 11è par équipe[15]

### Championnats du monde junior
- Antalya 2023
  -  médaille de bronze au saut de cheval

### Championnats d'Europe
- Munich 2022 (junior)
  -  médaille d'argent au saut de cheval

- Rimini 2024
  -  médaille de bronze au concours général par équipes
  -  médaille de bronze au saut de cheval
  - 8e au sol

- Leipzig 2025
  -  médaille de bronze au concours général par équipes
  - 7è au sol et au saut[13]

### Championnat de France
- Mouilleron-Le-Captif - 2021
  -  médaille de bronze au concours général espoir[16]
- Elancourt - 2022 (junior)
  - 5è au concours général
  -  médaille de bronze au saut de cheval[17]
- Saint-Brieuc - 2023
  -  médaille d'or en final saut de cheval junior
- Lyon - 2024
  -  médaille d'or au saut de cheval[18]
- Agen - 2025[19]
  -  médaille d'or au saut de cheval[20]
  -  médaille d'or au sol
  -  médaille d'or aux barres asymétriques